# Santuario della Madonna della Grotta di Bombile
Il Santuario della Madonna della Grotta di Bombile o semplicemente Santuario della Madonna della Grotta è un santuario cattolico mariano scavato nel tufo nella frazione Bombile di Ardore del XV secolo.

## Storia
A piedi della statua della Madonna vi è la scritta S. M. DELLA GRUCTA MCCCCCVIII a testimonianza che intorno all'anno 1508 potrebbe essere nato il culto della Madonna della grotta.

C'è un accenno al culto anche nell'opera di Ottaviano Pasqua Vitae Episcoporum hieraciensium.
Il 28 maggio 2004 alle 12:30 si stacca parte della parete in tufo della montagna che inonderà di macerie la grotta.

Successivamente si riuscirà a recuperare la statua della Madonna.